# Émile Popelin
Émile Gustave Alexandre Popelin (Schaarbeek, 7 december 1847 - Lutuku, 24 mei 1881) was de leider van de tweede expeditie georganiseerd door het Belgisch comité van de Association internationale africaine (1879). Hij volgde een militaire loopbaan en werd op 3 maart 1877 kapitein. Hij werd gedetacheerd naar het Institut cartographique militaire (12 april 1879). Dit was de dag waarop hij de leiding aanvaardde over een Oost-Afrikaanse expeditie die vanuit Zanzibar zou vertrekken. Op 28 oktober arriveerde ze in Tabora met vier olifanten, waarvan er één een mand droeg waarin Popelin, Carter en Vanden Heuvel plaats hadden genomen. Popelin trok naar Karema, Simba en Kabambagouzia om vervolgens terug te keren naar de omgeving van Tabora. Daar stierf hij aan een leverabces.